# Giro di Toscana 1986
Il Giro di Toscana 1986, sessantesima edizione della corsa, valido come campionato nazionale in linea, si svolse il 22 giugno su un percorso di 249,75 km, con partenza a Firenze e arrivo a Arezzo. La vittoria fu appannaggio dell'italiano Claudio Corti, che completò il percorso in 6h42'31", precedendo i connazionali Roberto Visentini e Massimo Ghirotto. 

## Ordine d'arrivo (Top 10)
| Pos. | Corridore                | Squadra                     | Tempo    |
| ---- | ------------------------ | --------------------------- | -------- |
| 1    | Claudio Corti            | Supermercati Brianzoli      | 6h42'31" |
| 2    | Roberto Visentini        | Carrera-Vagabond            | s.t.     |
| 3    | Massimo Ghirotto         | Carrera-Vagabond            | a 52     |
| 4    | Ennio Salvador           | Gis Gelati                  | s.t.     |
| 5    | Filippo Piersanti        | Ecoflam-Jollyscarpe-BFB     | s.t.     |
| 6    | Marino Amadori           | Ecoflam-Jollyscarpe-BFB     | a 1'51"  |
| 7    | Fabrizio Vannucci        | Santini-Cierre-Conti-Galli  | a 3'30"  |
| 8    | Alessandro Paganessi     | Sammontana-Bianchi          | s.t.     |
| 9    | Claudio Savini           | Vini Ricordi-Pinarello-Sid. | s.t.     |
| 10   | Gianbattista Baronchelli | Supermercati Brianzoli      | s.t.     |